# Kaxatah
Kaxatah es una localidad, comisaría del municipio de Motul en el estado de Yucatán localizado en el sureste de México.

## Toponimia
El nombre (Kaxatah) proviene del idioma maya.

## Demografía
Según el censo de 2010 realizado por el INEGI, la población de la localidad era de 982 habitantes, de los cuales 502 eran hombres y 480 eran mujeres.
| 44                          | 9 | 100 | 109 | 115 | 180 | 226 | 350 | 468 | 665 | 726 | 798 | 906 | 982 |
| (Fuente: INEGI [Consultar]) |   |     |     |     |     |     |     |     |     |     |     |     |     |

## Galería

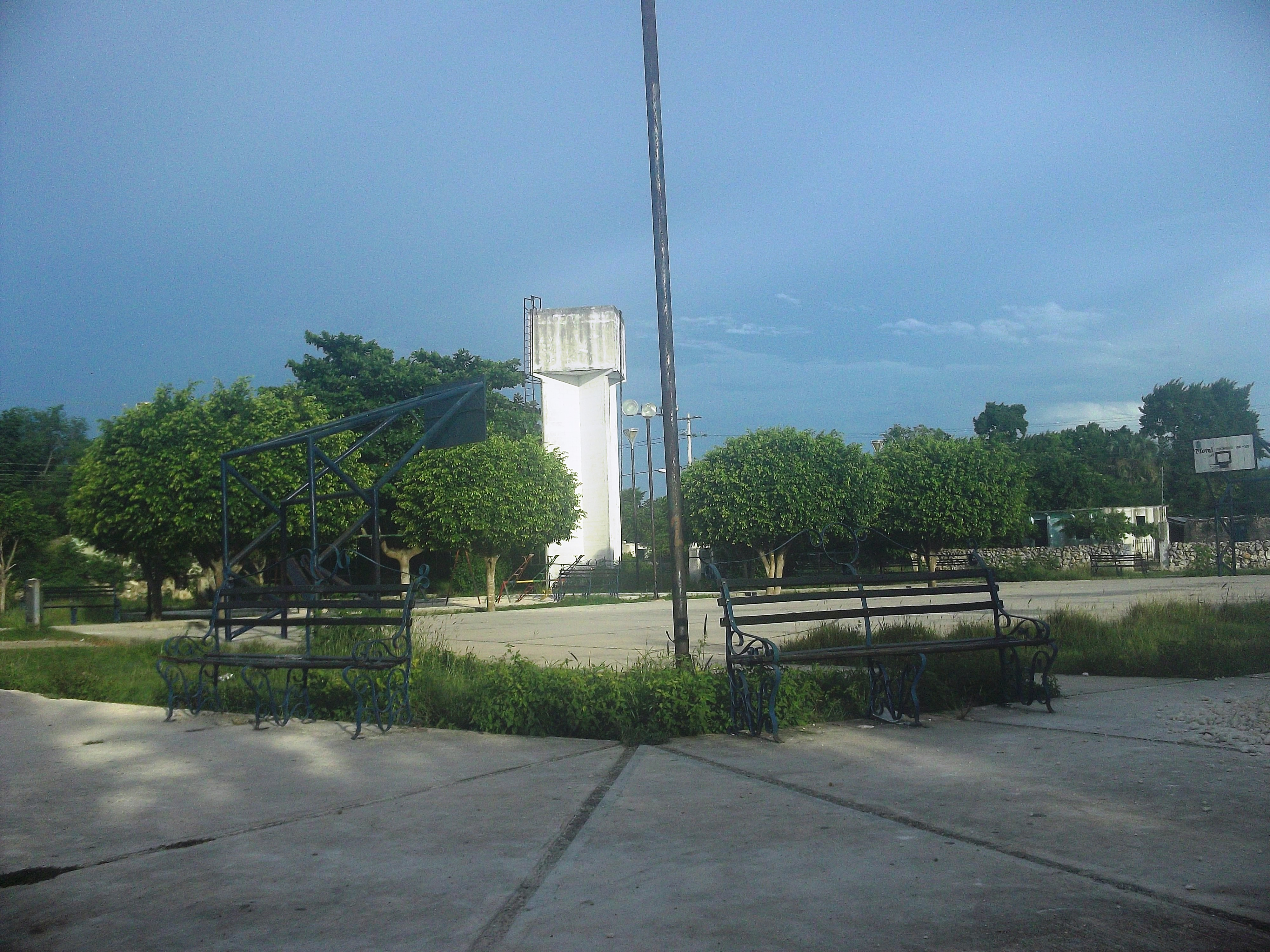
Parque principal de Kaxatah.
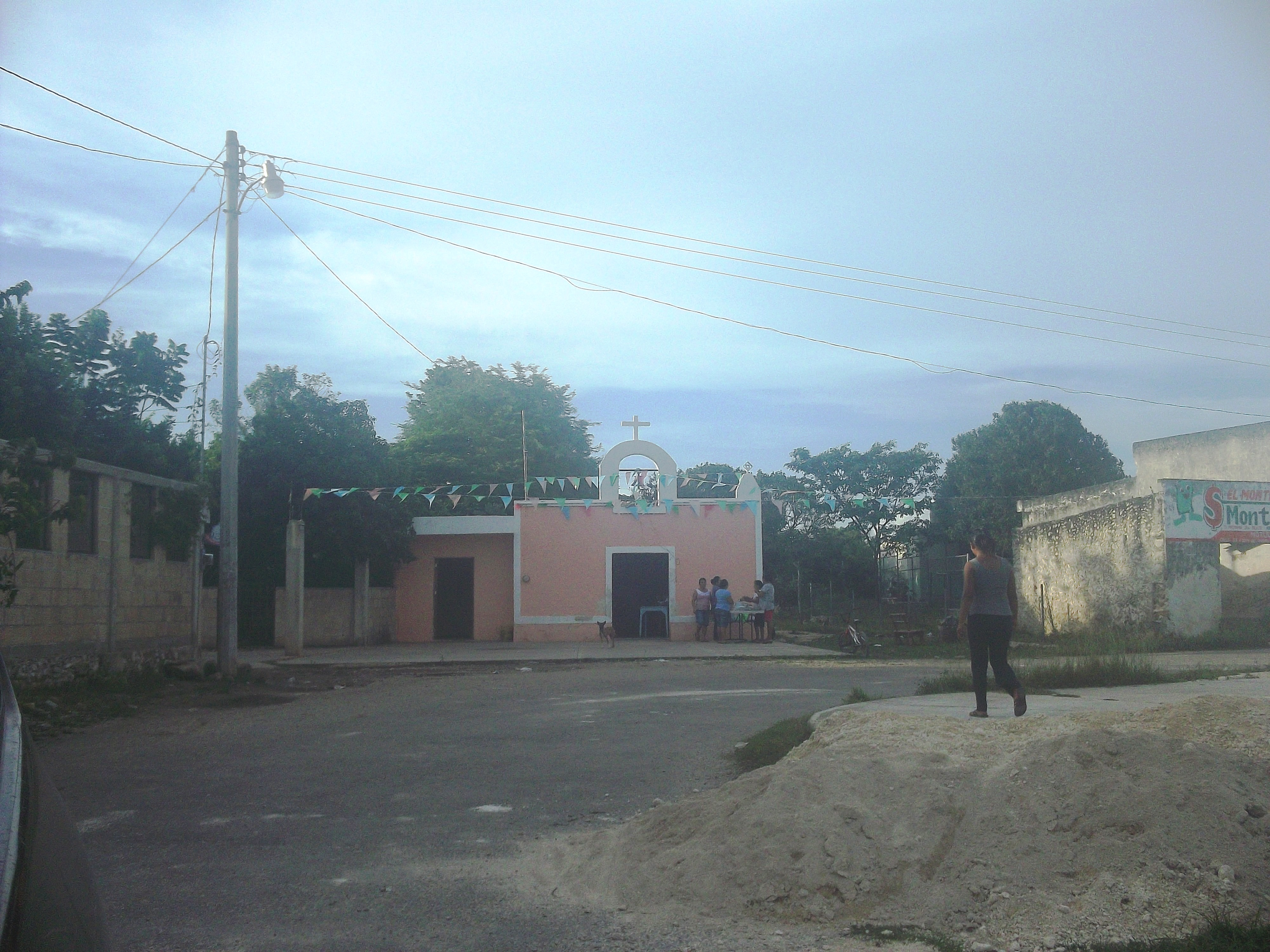
Iglesia de Kaxatah.